# JR神戶線
JR神戶線（日语：／ JR Kōbe sen */?）是日本西日本旅客鐵道（JR西日本）東海道本線自大阪府大阪市北區的大阪站至兵庫縣神戶市中央區神戶站區間，以及山陽本線自神戶站至兵庫縣姬路市姬路站區間的爱称。
这一昵称从 1988 年 3 月 13 日开始使用。 阪急电铁的神户本线和阪神高速公路的阪神高速3号神户线
也在大阪和神户之间运行，因此添加了「JR 」这一昵称用于将它们与这些线路区分开来。这段线路的正式名称也简称为「东海道・山阳（本）线」。

## 概要
它是 JR 西日本都市网络（京阪神地区）的线路之一，是一条通勤和通学线路，始自大阪梅田的大阪站，途经神户最大的枢纽车站三宫站，通往兵库县濑户内海的沿岸（播磨地区）城市，包括明石市、加古川市和姬路市。
该线的东海道本线大阪站至神户站区间于 1874 年开通，是日本第二古老的铁路线，仅次于 1872 年开通的新桥至横滨区间。 神户站和姬路站之间的山阳本线段由山阳铁道公司于 1888 年至 1889 年间修建，这个路段的起源因此不同。 由于这一历史背景，该线路在神户站被分为东侧的东海道本线和西侧的山阳本线，但这两条线路的运行列车及时刻表是不间断的，神户站只是 JR 神户线的一个中间站。 大多数列车都不会在 JR 神户线内结束运行，而是经过大阪站直接开往 JR 京都线（主要是新快速列车，其中一些列车也从京都站直通去往琵琶湖线和湖西线），还有一些列车在姬路站向西行驶，继续开往山阳本线的上郡站和赤穗线的播州赤穗站。 尼崎站还有直通进入 JR东西线和学研都市线运行的列车。
这条线路上有运行JR西日本的招牌列车「新快速」，该车在该路线上高速运行且班次繁多，该车从大阪站至三宫站最快仅用21 分钟，行驶 30.6 公里；从大阪至明石站最快仅用37 分钟，行驶 52.5 公里；从大阪站至姬路站最快仅用60 分钟，行驶 87.9 公里，表定速度媲美特急列车。
大阪站至三宫站之间，有阪急神户本线和阪神本线在大阪梅田站和神户三宫站之间并行；三宫站至姬路站之间，有阪急神户高速线、阪神神户高速线和山阳电气铁道本线在神户三宫站和山阳姬路站之间并行，竞争十分激烈，因此人口稠密的阪神地区（梅田和三宫之间）成为「私营铁路王国」。 关西地区的客运竞争尤为激烈。
私营铁路的票价更便宜，但 JR列车的行车时间更短。 不过，在大阪站和元町站之间，可以通过购买回数券或分开区间购买乘车券的方式，使车费与并行的私营铁路相同。
该线的东海道本线大阪站至神户站区间的乘客量平均每天为 385 099 人次，远高于阪急神户本线的 176 056 人次和阪神本线的 137 670 人次，是 JR西日本管辖范围内最繁忙的铁路区间，在整个 JR集团中仅次于总武本线（东京站・御茶之水站 - 千叶站），排名第七。山阳本线区间的神户站至姬路站・和田岬線区间的乘客人数也是 JR 西日本的第四位，仅次于 JR京都线和大阪环状线。
线路颜色为蓝色（■），由于该线路与 JR京都线一起被定位为都市网络中的主要线路，因此采用了 JR西日本的企业颜色作为线路颜色。 线路符号为，但在大阪站和尼崎站之间（该站有福知山线（JR宝塚线）的列车），因此会同时使用线路记号 。
所有区段都隶属近畿区域总部管辖，属于《旅客运行规则》规定的「大阪近郊区间」和 ICOCA IC卡的适用范围。 其中，大阪站至西明石站之间的区间属于电车特定区间，因此旅客票价比区间外便宜。
在 2023 年 3 月 18 日修订时刻表之后，中国地区的冈山地区和福山地区的各站张贴的时刻表与停靠站信息图，根据近畿和中国地区山阴、广岛、山口地区的线路标志进行了重新设计，姬新线、因美线和艺备线也根据冈山和福山地区的线路标志进行了重新设计。 在将姬新线、因美线和艺备线的路线记号标示法延伸至冈山、福山地区时，为了方便起见，也会将姬路站和上郡站之间的山阳本线（严格来说并不包括在内）表示为为  JR 神户线 JR Kobe Line。

### 路線資料

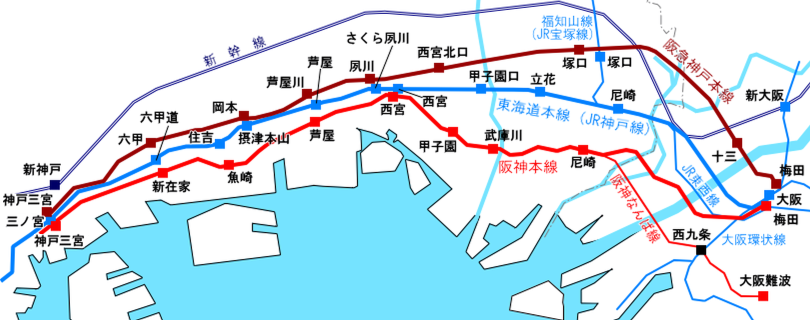
JR神戶線與競爭對手阪急神戶本線・阪神本線的位置關係

- 管轄、路線距離（營業距離）：全長87.9公里
  - 西日本旅客鐵道（第一種鐵道事業者）：
    - 大阪站－姬路站間 87.9公里

  - 日本貨物鐵道（第二種鐵道事業者）：
    - 尼崎站－姬路站間（80.2公里）
      - 尼崎站以東途經北方貨物線
- 軌距：1067毫米
- 站數：40個（包括起終點站、貨物站）
- 複線路段：
  - 四線：大阪站－西明石站間
  - 複線：西明石站－姬路站間
- 電氣化路段：全線電氣化（直流1500V）
- 閉塞方式：複線自動閉塞式
- 保安裝置：ATS-P（據點P方式）與ATS-SW
- 運轉指令所（日语：運転指令所）：大阪綜合指令所（日语：大阪総合指令所）
- 列車運行管理系統（日语：列車運行管理システム）：JR京都、神戶線運行管理系統（日语：アーバンネットワーク運行管理システム）（SUNTRAS）
- 最高速度：130公里/小時
- IC卡乘车区间
  - ICOCA区间：全线（全线可用PiTaPa后付费服务）
- 2020年度的混杂率：快速线 97%（尼崎→大阪 7:10-8:10）、缓行线90%（塚本→大阪 7:30-8:30）[5]

## 运行形态
运营系统与琵琶湖线和JR京都线是一体的。 此外，在尼崎站还有列车可直通进入JR东西线和福知山线（JR宝塚线）行驶。 凭乘车券就能乘坐的列车分为三类：新快速列车、快速列车和普通列车（缓行列车）），时刻表由这些列车构成。 正午过后，半数普通列车与 JR东西线和学研都市线相连。 列车基本上以 15 分钟为一个周期运行，22:00（周六和节假日为 21:00）以后以 20 分钟为一个周期运行。 早高峰期间，列车运行周期约为 8 分钟。 此外，还运营前往北近畿和山阴地区的特急列车。
JR宝塚线的丹波路快速列车、快速列车、区间快速列车和普通列车也在大阪站和尼崎站之间运行。 除了直通进入 JR 京都线运行的普通列车外，这些列车均在该线的外侧线路上运行（JR神户线在西明石站以东均为4线），并经过塚本站。
接下来，除特急列车外和另有说明外，均使用平日时刻表讨论。
| 種別＼车站 | …                        | 大阪                     | 大阪                     | …                        | 尼崎  | …                                        | 须磨                                     | 须磨                                     | …                                        | 西明石                                   | 西明石                                   | …                                        | 加古川                                   | 加古川                                   | …                                        | 姬路                                     | 姬路                                     | …                                        |
| ---------- | ------------------------ | ------------------------ | ------------------------ | ------------------------ | ----- | ---------------------------------------- | ---------------------------------------- | ---------------------------------------- | ---------------------------------------- | ---------------------------------------- | ---------------------------------------- | ---------------------------------------- | ---------------------------------------- | ---------------------------------------- | ---------------------------------------- | ---------------------------------------- | ---------------------------------------- | ---------------------------------------- |
| 特急       | 京都←                    | 0-1班                    | 0-1班                    | 0-1班                    | 0-1班 | 0-1班                                    | 0-1班                                    | 0-1班                                    | 0-1班                                    | 0-1班                                    | 0-1班                                    | 0-1班                                    | 0-1班                                    | 0-1班                                    | 0-1班                                    | 0-1班                                    | 0-1班                                    | →经由山阳本线・智头线 开往仓吉           |
| 特急       |                          |                          | 0-1班                    | 0-1班                    | 0-1班 | 0-1班                                    | 0-1班                                    | 0-1班                                    | 0-1班                                    | 0-1班                                    | 0-1班                                    | 0-1班                                    | 0-1班                                    | 0-1班                                    | 0-1班                                    | 0-1班                                    | 0-1班                                    | →经由播但线 开往香住・滨坂               |
| 特急       | 新大阪←                  | 1班                      | 1班                      | 1班                      | 1班   | →经由JR宝塚線 开往福知山・丰冈・城崎温泉 | →经由JR宝塚線 开往福知山・丰冈・城崎温泉 | →经由JR宝塚線 开往福知山・丰冈・城崎温泉 | →经由JR宝塚線 开往福知山・丰冈・城崎温泉 | →经由JR宝塚線 开往福知山・丰冈・城崎温泉 | →经由JR宝塚線 开往福知山・丰冈・城崎温泉 | →经由JR宝塚線 开往福知山・丰冈・城崎温泉 | →经由JR宝塚線 开往福知山・丰冈・城崎温泉 | →经由JR宝塚線 开往福知山・丰冈・城崎温泉 | →经由JR宝塚線 开往福知山・丰冈・城崎温泉 | →经由JR宝塚線 开往福知山・丰冈・城崎温泉 | →经由JR宝塚線 开往福知山・丰冈・城崎温泉 | →经由JR宝塚線 开往福知山・丰冈・城崎温泉 |
| 新快速     | 京都方面←                | 4班                      | 4班                      | 4班                      | 4班   | 4班                                      | 4班                                      | 4班                                      | 4班                                      | 4班                                      | 4班                                      | 4班                                      | 4班                                      | 4班                                      | 4班                                      | 4班                                      |                                          |                                          |
| 快速       | 京都方面←                | 2班                      | 2班                      | 2班                      | 2班   | 2班                                      | 2班                                      | 2班                                      | 2班                                      | 2班                                      | 2班                                      | 2班                                      | 2班                                      | 2班                                      | 2班                                      | 2班                                      | 2班                                      | →开往网干                                |
| 快速       | 京都方面←                | 2班                      |                          |                          |       |                                          |                                          |                                          |                                          |                                          |                                          |                                          |                                          |                                          |                                          |                                          |                                          |                                          |
| 区間快速   |                          |                          | 4班                      | 4班                      | 4班   | →直通JR宝塚线 开往新三田・篠山口         | →直通JR宝塚线 开往新三田・篠山口         | →直通JR宝塚线 开往新三田・篠山口         | →直通JR宝塚线 开往新三田・篠山口         | →直通JR宝塚线 开往新三田・篠山口         | →直通JR宝塚线 开往新三田・篠山口         | →直通JR宝塚线 开往新三田・篠山口         | →直通JR宝塚线 开往新三田・篠山口         | →直通JR宝塚线 开往新三田・篠山口         | →直通JR宝塚线 开往新三田・篠山口         | →直通JR宝塚线 开往新三田・篠山口         | →直通JR宝塚线 开往新三田・篠山口         | →直通JR宝塚线 开往新三田・篠山口         |
| 普通       | 直通JR東西线 开往四条畷← | 直通JR東西线 开往四条畷← | 直通JR東西线 开往四条畷← | 直通JR東西线 开往四条畷← | 4班   | 4班                                      | 4班                                      | 4班                                      | 4班                                      | 4班                                      |                                          |                                          |                                          |                                          |                                          |                                          |                                          |                                          |
| 普通       | 高槻 ←                   | 4班                      | 4班                      | 4班                      | 4班   | 4班                                      | 4班                                      |                                          |                                          |                                          |                                          |                                          |                                          |                                          |                                          |                                          |                                          |                                          |
| 普通       | 高槻←                    | 4班                      | 4班                      | 4班                      | 4班   | →直通JR宝塚线 开往宝塚                   | →直通JR宝塚线 开往宝塚                   | →直通JR宝塚线 开往宝塚                   | →直通JR宝塚线 开往宝塚                   | →直通JR宝塚线 开往宝塚                   | →直通JR宝塚线 开往宝塚                   | →直通JR宝塚线 开往宝塚                   | →直通JR宝塚线 开往宝塚                   | →直通JR宝塚线 开往宝塚                   | →直通JR宝塚线 开往宝塚                   | →直通JR宝塚线 开往宝塚                   | →直通JR宝塚线 开往宝塚                   | →直通JR宝塚线 开往宝塚                   |

### 优等列车
从关西开往山阴地区的特快列车有：从大阪经播但线开往滨坂和鸟取方向的「滨风（日语：はまかぜ）」特快列车，以及从京都或大阪始发，经过智头线开往鸟取和仓吉的「超级白兔（日语：スーパーはくと）」特急列车。 此外，「乐乐播磨（日语：らくラクはりま）」作为通勤特急列车在早晨和傍晚运行，「日出濑户（日语：サンライズ瀬戸）」和 日出出云「（日语： サンライズ出雲）」作为夜行寝台特急列车在东京和四国以及山阴之间运行。 在京都、大阪和姬路站之间，这两个列车均以 130 公里的时速运行。
在 JR 神户线路段，所有特快列车都经过尼崎站和芦屋站，新快速列车停靠在这两个站，而 日出濑户 和 日出出云 列车的下行列车会在姬路站停车，上行列车会停姬路站、三宫站和大阪站。 所有「超级白兔」、「滨风」和「乐乐播磨」列车在大阪站、三宫站、明石站和姬路站停车，部分 「超级白兔」、「滨风」和 「乐乐播磨」列车会在神户站停车，部分「超级白兔」、 「滨风」下行列车和「乐乐播磨」列车会在西明石站和加古川站停车、「乐乐播磨」也停靠在新快速列车经过的大久保站。

### 新快速
可参照该列车的主条目新快速

它是只需要乘车券即可乘坐的列车中，停靠站点最少的速达列车，在 JR神户线上的停靠站点有大阪站、尼崎站、芦屋站、三宫站、神户站、明石站、西明石站、加古川站和姬路站。 在JR神户线及京都线的四线（四条轨道）路段，列车在外侧的列车线上高速运行。 大多数列车都开往姬路站，但也有一些列车，如早晨和傍晚的列车，会在姬路站以外的车站停靠，有开往山阳本线的网干站、山阳本线上郡站（下行一班，两个始发上行班次）和经由相生开往赤穗线的播州赤穗站的列车。 此外，平日上午还有一班下行新快速列车开往西明石站。
平日早晚班次较多。 白天时段，大阪站和姬路站之间每小时有四班列车运行，从大阪出发的下行列车每 15 分钟发车一次，发车时间分别为 00、15、30 和 45 分钟。平日的傍晚6点时，一小时内会大阪会发出5班新快速班次进入神户线。在周六和节假日的时刻表上，早上也是每 15 分钟一班（晚上每 20 分钟一班）。
白天，它在大阪站和塚本站之间与 JR 宝塚线的普通列车并行（下行列车从 JR 京都线的东淀川站附近就开始并行，并且在新大阪站和大阪站同时发车），在西宫站、六甲道站和朝雾站 (兵库县)会超越前方的普通列车，在兵库站超越前方的快速列车，并在加古川站与快速列车可接续换乘。 在早高峰时段，它还与神户站的快速列车接续换乘。
所有列车均由 223系1000番台和2000番台以及 JR西日本225系电力动车组0番台和100番台运营。 在大阪站和姬路站之间，自 2011 年 3 月 12 日修订时刻表以来，周六和节假日的列车均为 12 节车厢列车；自 2017 年 3 月 4 日修订时刻表以来，除傍晚从大阪首发的列车外，平日的列车均为 12 节车厢列车。 对于往返于播州赤穗站和上郡站的班次，12节车厢编组的列车会在网干站或姬路站分割解挂列车，缩编运行。
自 JR 通车以来，包括 JR京都线在内，一直在使用配置具备可换向的横向交叉座椅的 JR西日本221系电车和 223系的1000番台和 2000番台，并以接近车辆性能极限的高速运行，特别是在姬路站和加古川站之间，运行的表定速度超过 100 公里/小时，比特急列车还要快。 2006 年 3 月 18 日的时刻表修订导致都市网络的整体速度降低，大阪站和三宫站之间的行车时间略有增加，从修订前的 19-22 分钟增加到修订后的 20-24 分钟。 尽管如此，该列车仍然是最快的列车之一，只需购入乘车最基本的乘车券即可乘坐。 不过，在工作日的早晚高峰时段，西明石站和姬路站之间的双轨路段由于运行系统略不规则，运行时间会稍长一些。

### 快速
在 JR神户线上，列车停靠大阪站、尼崎站、西宫站、芦屋站、住吉站、六甲道站、三宫站、元町站、神户站、兵库站、须磨站、垂水站和舞子站，以及明石站 至 加古川站/姬路站之间的各个车站（以下提及的部分列车除外）。 在 JR 神户线中，大阪站和明石站之间的列车会经过一些车站，但明石站和加古川站、姬路站之间的列车则作为「普通」列车运行，在每个车站停靠，并为阿越站、番栖赤穗站和上郡站提供服务。 与 JR 东西线或学运线没有直接连接。
在 JR神户线中，大阪站和明石站之间的快速列车会经过一些车站，但明石站和加古川站/姬路站之间的快速列车则会作为 "普通 "列车运行，在每个车站停靠，并可到达网干站、播州赤穗站和上郡站。快速列车与 JR东西线和学研都市线没有直通运行。
从大阪站到西明石站之间的快速列车基本上在该线的内侧电车线上运行（这段区间的JR神户线为四线构造），但早高峰时段开往大阪方向的快速列车会在外侧电车线上运行，列车会经过舞子站、垂水站和须磨站，因为这些车站没有外侧电车线的站台。平日早高峰期间，开往姬路方向的快速列车在外侧线运行，从大阪站到芦屋站或兵库站之后，快速列车会从这些车站转入内侧线运行。 周六和节假日的早晨，开往大阪方向的快速列车在兵库站转入外线，并在芦屋站之前沿外线运行。
早晚的快速列车班次较多。 在早高峰时段，这些列车可在加古川站（面对面换乘）和神户站（要走楼梯换乘）与新快速列车接驳换乘，并在芦屋站与普通列车接驳换乘，在神户站和大阪站之间的下一班新快速列车之前到达。 
快速列车也还会在御着站、土山站、东加古川站、大久保站等待新快速列车经过。 白天时段，每小时有四班列车（加古川站至姬路站/网干站之间有两班车）。 在此期间，从大阪站出发的下行快速列车每 15 分钟一班，发车时间分别为每小时的07、22、37 和 52 分。 这些列车在大阪站、芦屋站和须磨站与普通列车接驳换乘，在加古川站与新快速列车可接驳换乘。 周六和节假日期间，除早上开往大阪的列车外，内侧线运行的电车为每 15 分钟（夜间每 20 分钟）一班。 原则上，快速列车可在尼崎站与JR东西线-JR宝塚线直通的快速列车可在同一站台换乘。
列车使用 221系、223系1000番台、223系2000番台和223系6000番台（隶属于网干综合车辆所）以及 225系0番台和 225系100番台。 工作日早高峰期间，列车在外侧线运行，其中一些快速列车的最高运行时速为130 公里，但以该速度运行的列车仅使用 223系1000番台和 2000番台以及 225系0番台和 100番台。其他快速列车的最高运行时速为 120 公里，这些车则也能使用 221系和 223系6000番台。
从姬路站或加古川站开往大阪方向的列车，自始发站到西明石站之间，各站的发车标和自动广播上都会将列车表示为「普通（自西明石起为快速）」或 「西明石前各站停车，西明石后快速 」，从姬路站到大久保站之间，各站的发车标志和自动广播上都会表示为「西明石起为快速」。 这一区间内，三宫至大阪方向的时刻表都会将列车表示为「西明石前各站停车，西明石后快速」。至于列车的方向幕，开往加古川和姬路方向的列车在明石站由「快速」改为「普通」，开往大阪方向的列车在西明石站由「普通」改为「快速」。
到 1991 年 3 月 15 日为止，白天有一半的列车往返于西明石站；到 2004 年 10 月 15 日为止，早高峰开始时有开往西明石的列车；到 2009 年 3 月 13 日为止，深夜也有开往西明石的列车。在 2013 年 3 月 16 日的修订中，平日午前的一班快速列车也改为开往西明石。到 2000 年 3 月 10 日为止，还会有一班从大阪方向开往赤穗线备前片上站（姬路方向在外侧线运行）的列车；在 2013 年 3 月 16 日的时刻表修订中，增加了晚间新快速列车的班次，并停止了这一时段在外侧线运行的快速列车。

### 普通
在该线路上，有几种类型的普通列车：大阪站至姬路站的各站停车列车、大阪站和西明石站/加古川站之间的通勤型列车（两侧各有 4 个车门）（缓行列车），以及明石站和姬路站/网干站之间的近郊型列车（两侧各有 3 个车门）。

#### 大阪 - 西明石・加古川
在内侧线路上运行，尼崎站和须磨站/西明石站之间有一半的列车是与 JR 东西线和学研都市线直通运行的。 基本上，神户方向的列车会运行至西明石站。 此外，还有一些往返于西明石站的列车，这些列车在直通进入学研都市线后，会做为区间快速列车运行。 在这种情况下，列车会在尼崎站改变列车编号。直通JR京都线和东西线的上行列车，其方向窗幕的颜色也会有所改变。
早晚时段的列车数量更多。 每天清晨 5 点，有从神户始发，开往京都和西明石的列车。 在早高峰时段，有从加古川和大久保出发的列车，也有从神户、甲子园口和尼崎出发的列车。 这些列车在芦屋站与新快速列车和快速列车可接驳换乘，提供从神户市内各站到大阪站的快速服务。 尼崎始发的列车可与 JR东西线的直通列车接驳换乘。
白天时段，每小时有 8 班列车运行（须磨站和西明石站之间有 4 班）。 在此期间，与JR京都线直通的列车在须磨站折返，因此只有与JR东西线和学研都市线直通的列车在西明石始发终到。
每天晚上，前往甲子园口和神户的列车各一班。 在芦屋站和须磨站与快速列车可接驳换乘的列车，以及在须磨站和西明石站折返的列车，由于停车时间较长，因此使用车门旁边的按钮开关车门。
在 15 和 20 分钟周期内，列车在尼崎站可与 JR 宝冢线-JR 东西线的直通列车接驳换乘。 在周六和节假日的时刻表中，列车几乎全天每 7.5 分钟运行一次（夜间每 10 分钟运行一次）。
从京都开往西明石的末班下行列车，到达西明石站的时间为 1:14，这是 JR 西日本在京阪神地区线路中终到时间最晚的列车。
这部分的普通列车的列车均使用 207系和 321系，采用七节车厢编组运行。
列车时刻表于 1972 年 3 月 15 日修订为白天每小时 4 列、每隔 15 分钟一列（大阪站至甲子园口站之间为 8 班）；1985 年 3 月 14 日，大阪站至甲子园口站之间的列车数量减少为 6 班，并开通了往返加古川站的定期班次，早高峰期间往返加古川的列车为 2 班，白天和傍晚为 1 班。
1986 年 11 月 1 日开通了往返神户站的日间列车，1996 年 7 月 20 日阪神淡路大地震后，普通列车服务范围扩大到须磨站。1998 年 10 月 3 日明石海峡大桥通车后，普通列车一在西明石站始发终到。直到 2006 年 3 月 17 日，每天早上都有往返大久保站的列车。在 2006 年 3 月 18 日的修订中，根据实际运输情况重新审查了时刻表，须磨站和西明石站之间的列车数量从每小时 8 列改为 4 列（仅与 JR 东西线直通运行的列车）。在 2008 年 3 月 15 日的时刻表修订中，大阪方向（在京都站始发终到的列车）的日间列车有一半改到在西明石站始发终到，至此往返于西明石站的列车有 6 班，在须磨站折返的列车有 2 班。在 2010 年 3 月 13 日的改版中，半数日间列车在须磨站就折返，该时段的运行系统也进行了重组。
1991 年 3 月 16 日，快速列车开始在加古川站始发终到，来往加古川站的普通列车减少到只有早上一班，1997 年 9 月 1 日增加到五班。 2007年8月27日，由于甲子园口站的无障碍施工，往返于该站的列车改为往返于尼崎站或芦屋的列车，施工结束后，在2009年3月14日的时刻表修订中，每天清晨和深夜又设定了列车（深夜的列车改为开往西明石）。

##### 女性专用车厢
在大阪站至西明石站和加古川站之间运行的普通列车中，207系列车编组京都方向的第 3 号车厢和 321系列车编组的第 5 号车厢，不分平日和节假日，每天从首班车到末班车都设有女性专用车厢。 女性专用车厢的信息显示在上车位置。 当时刻表混乱或中断时，可能会取消女性专用车厢的设置。
JR神户线于 2002 年 12 月 2 日引入女性专用车，从首班车至上午 9:00 和下午 17:00 至晚上 21:00 提供女性专用车；从 2011 年 4 月 18 日起，无论平日或节假日，每天从首班车至末班车提供女性专用车。

#### 明石 - 加古川・姬路
在这段线路上，大阪站和明石站之间作为快速列车运行的列车变为「普通」运行，各站停车。但在早晨、傍晚和深夜，西明石站和姬路站之间也有普通列车运行。这些列车是 JR 神户线上为数不多的四节车厢编组列车的一部分。
到 2008 年 3 月 14 日为止，平日上午设定有从西明石开往加古川的列车为七节车厢列车，到 2002 年 3 月 22 日为止，冈山方向开来的的冈山电车区所属的115系担当的普通列车只在早晚开往西明石站，但自 2002 年 3 月 23 日修订后，冈山方向的列车只允许开往姬路站，进入神户线的班次废止。

## 使用車輛
福知山线（JR宝塚線）之直通列車參照福知山線#使用車輛

### 現行車輛
2011年3月12日現在、普通・快速・新快速等皆為電聯車，特急有電電聯車與柴聯車運行。

#### 電聯車
- 285系
  - 担当寝台特急「SUNRISE瀨戶」「SUNRISE出雲」。
- 289系
  - 担当特急乐乐播磨
- 223系（1000・2000・6000番台）・225系（0・100番台）
  - 使用網干總合車輛所（本所）的車輛。223系由1995年8月12日起、225系由2010年12月1日起[14]開始運用、使用作新快速・快速（明石站以西為普通）和西明石站 - 姫路站間區間運行的普通列車。225系0番台・100番台和223系1000番台・2000番台系列一起做为新快速列车所用编组，但223系1000番台的V3和V4编成经改装后，搭载了A-seat，因此编组运用方式固定。
- 221系
  - 使用網干總合車輛所（本所）的車輛。 刚开始运行时，它们也被用于新快速列车，但在引进 223系后，此型车退出了新快速的运营，从此被用于快速列车（以及明石站以西的普通列车），以 6 节车厢编组或 12 节车厢编组运行。
- 207系・321系
  - 使用網干總合車輛所（明石支所）的車輛、使用作普通（京阪神緩行線）大阪站 - 西明石站・加古川站間運行。

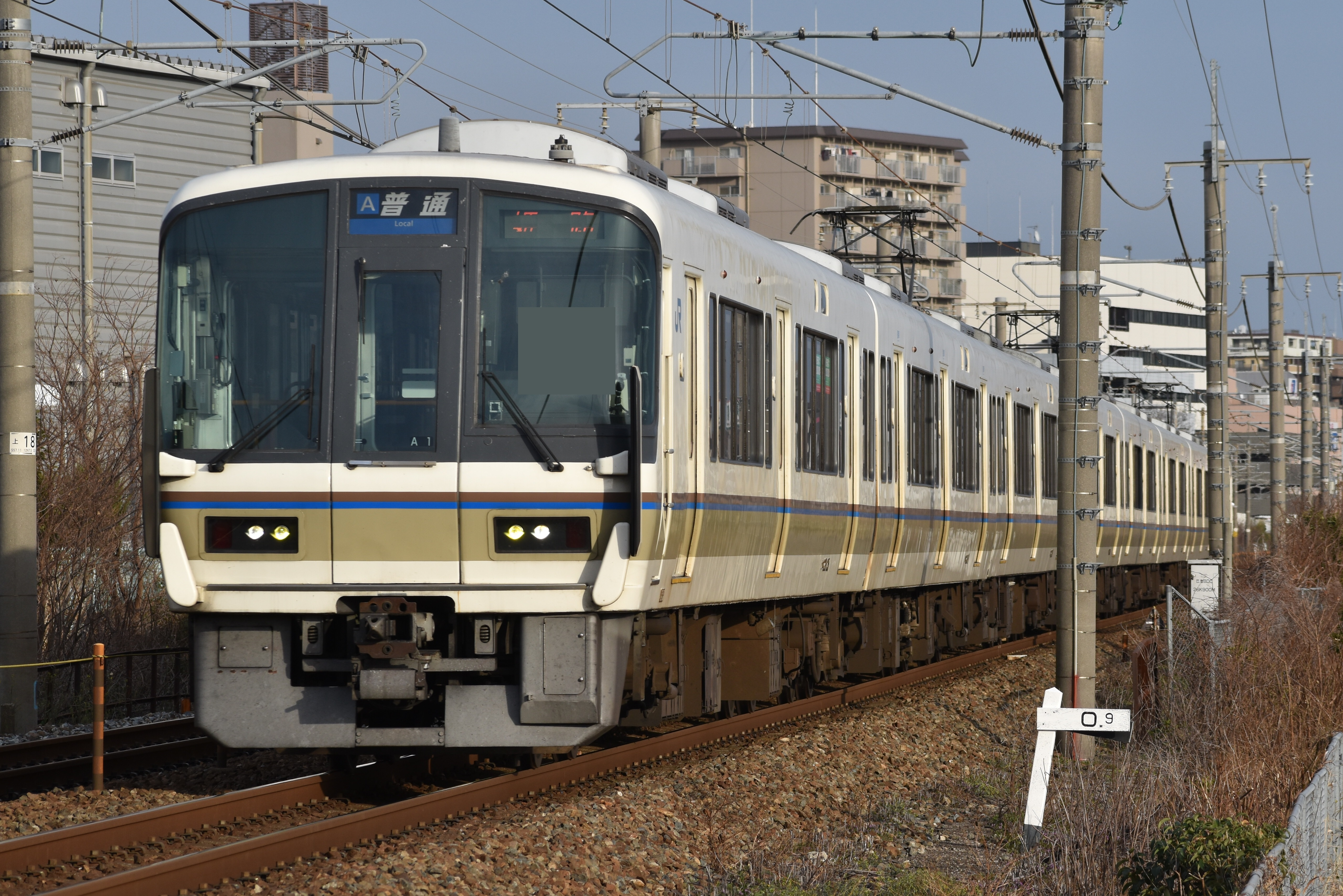
221系
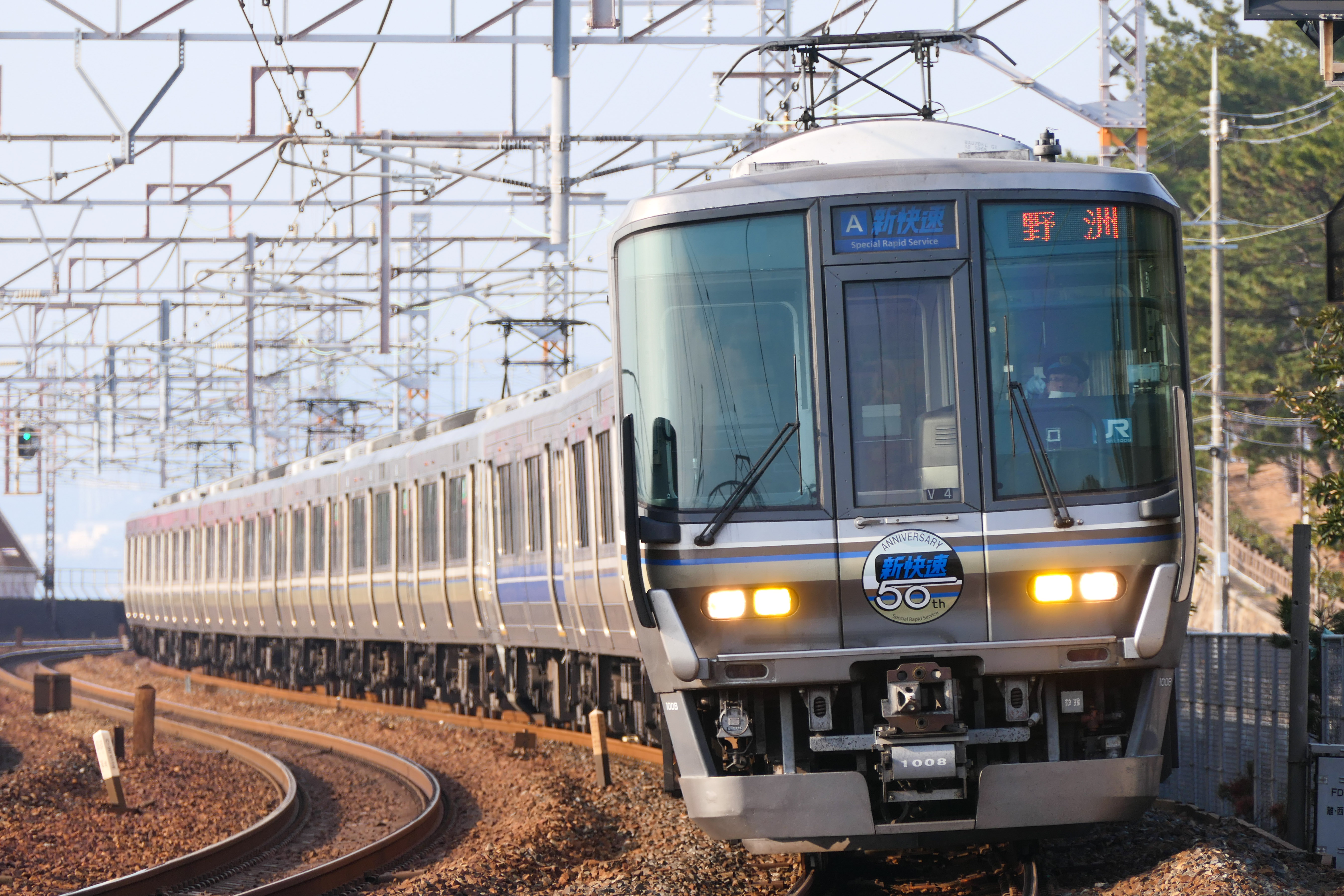
223系1000番台
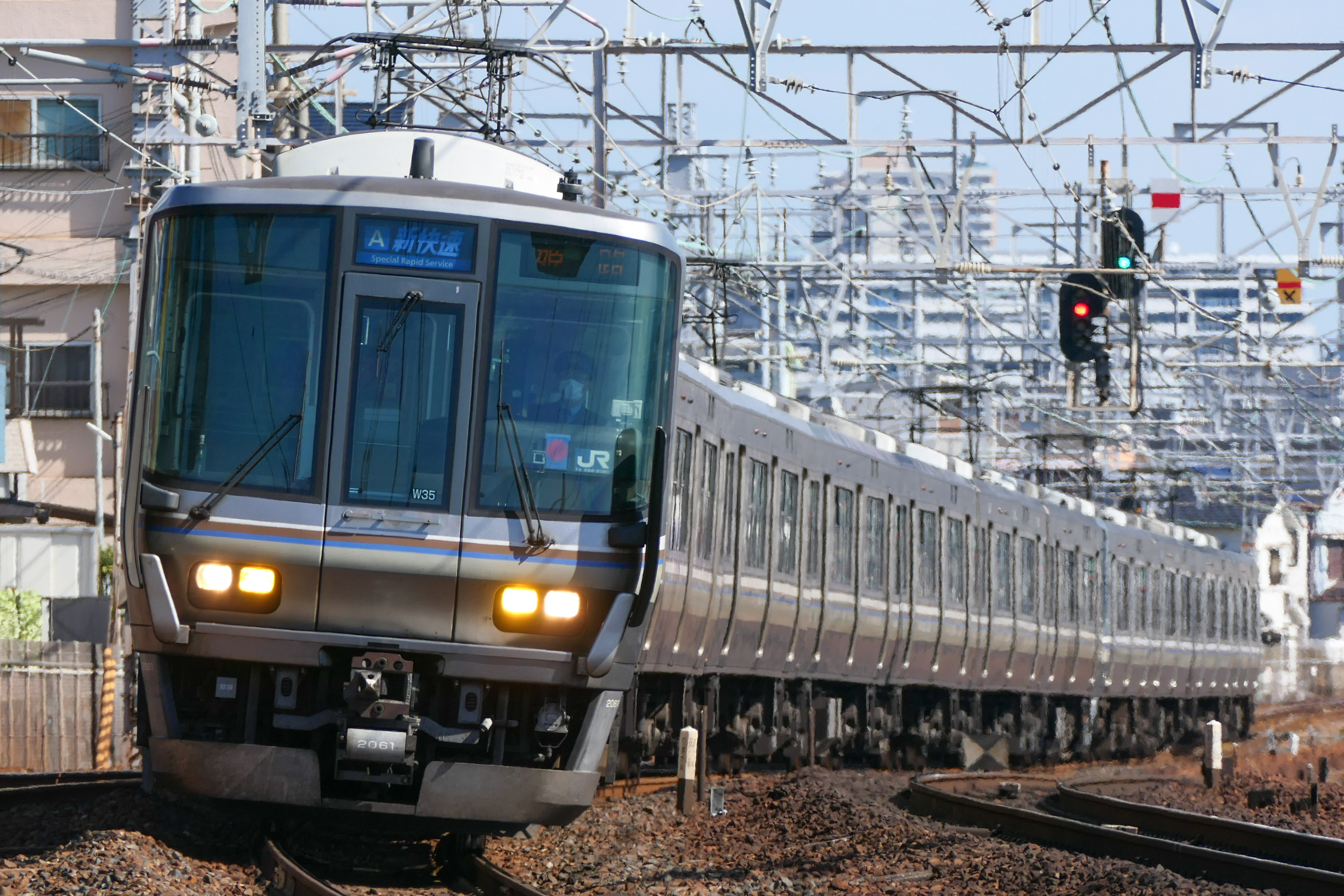
223系2000番台
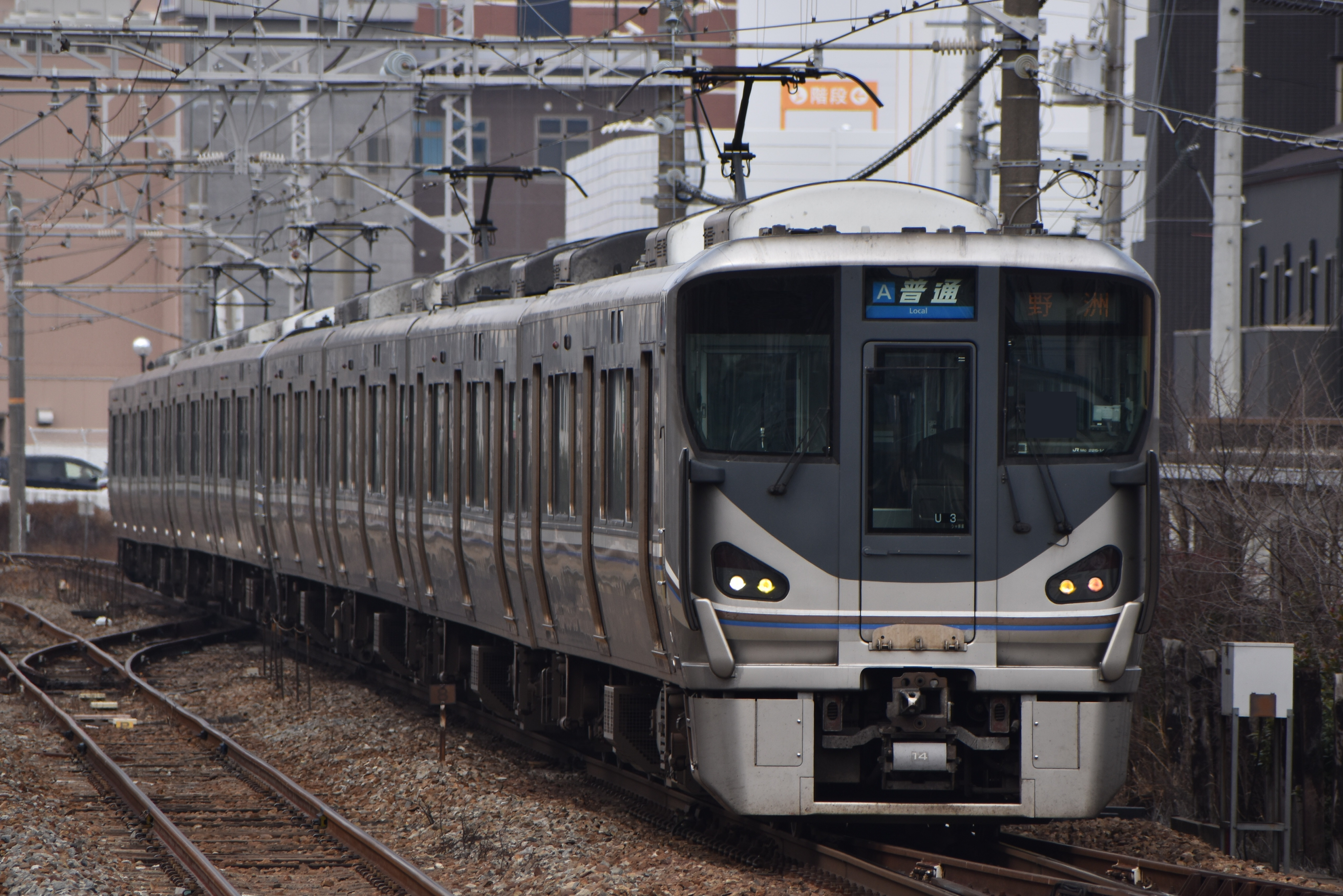
225系0番台
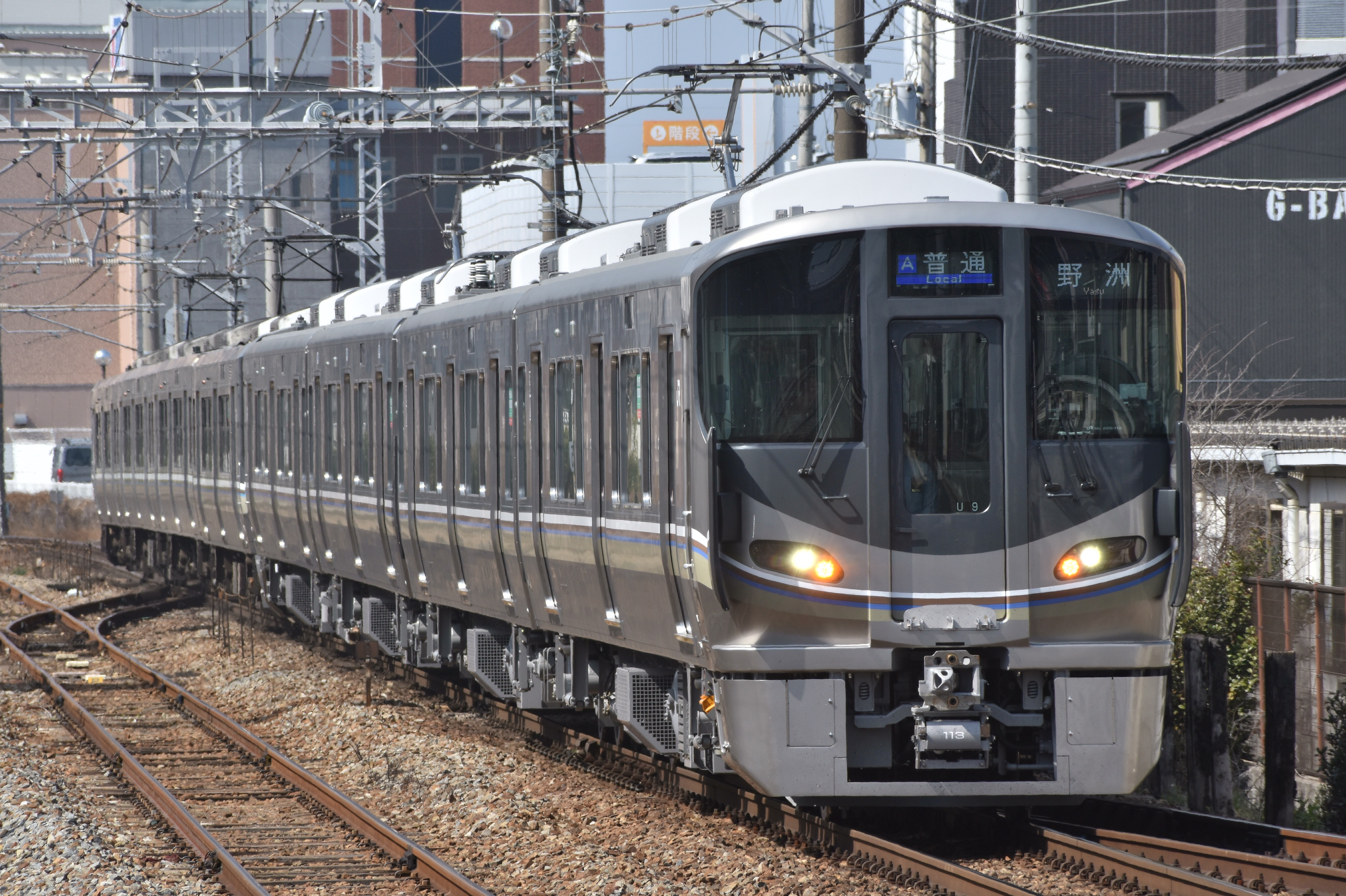
225系100番台
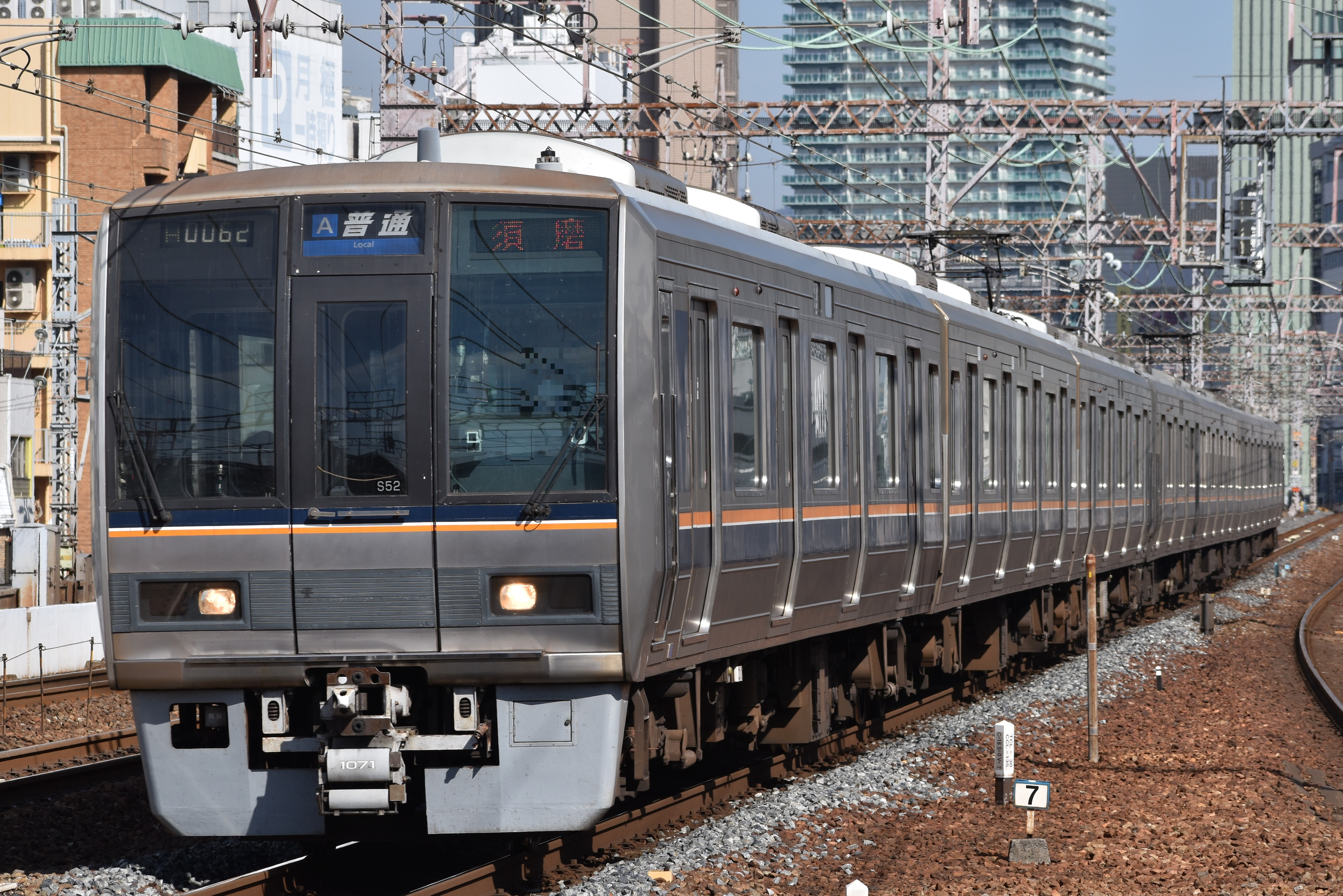
207系
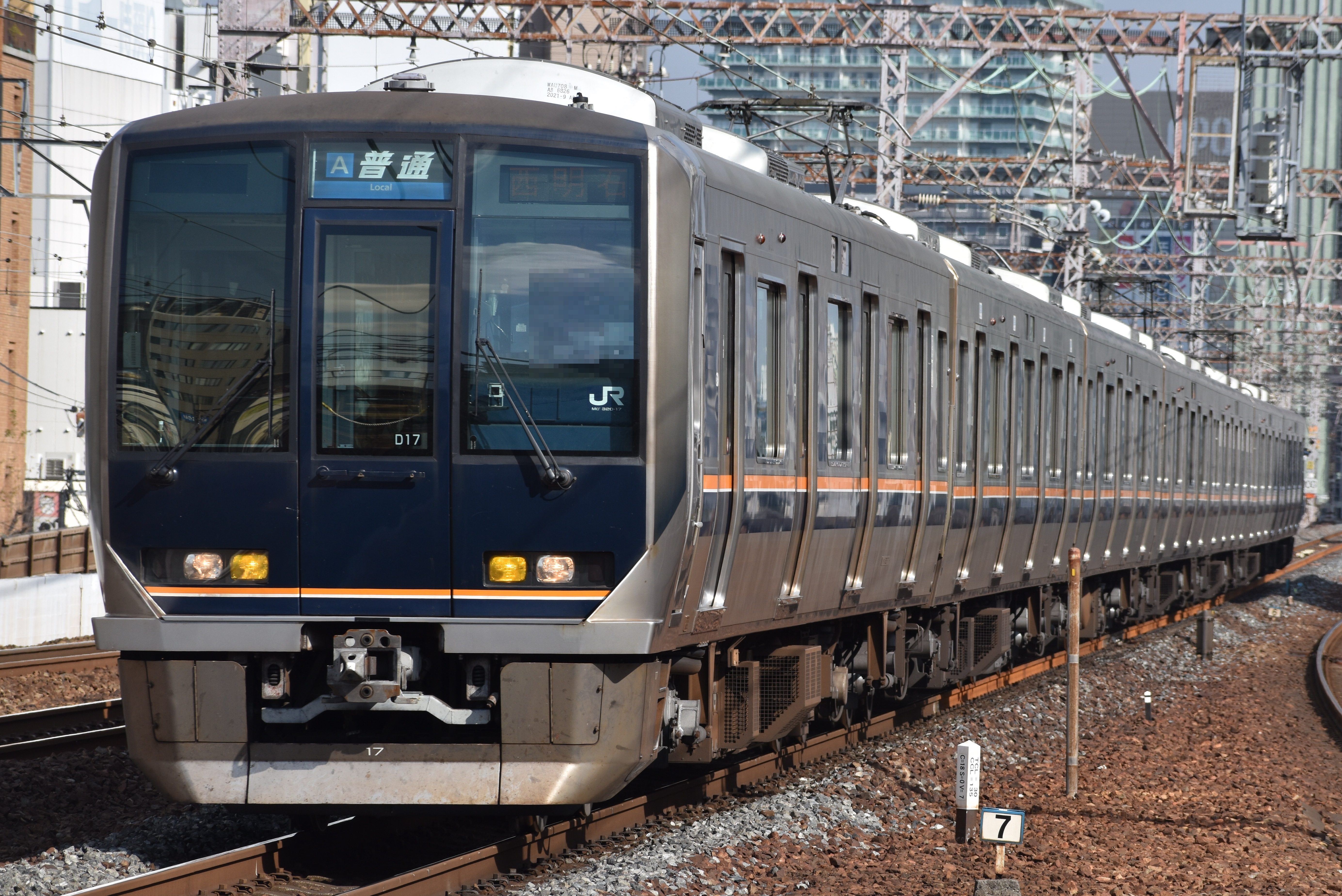
321系
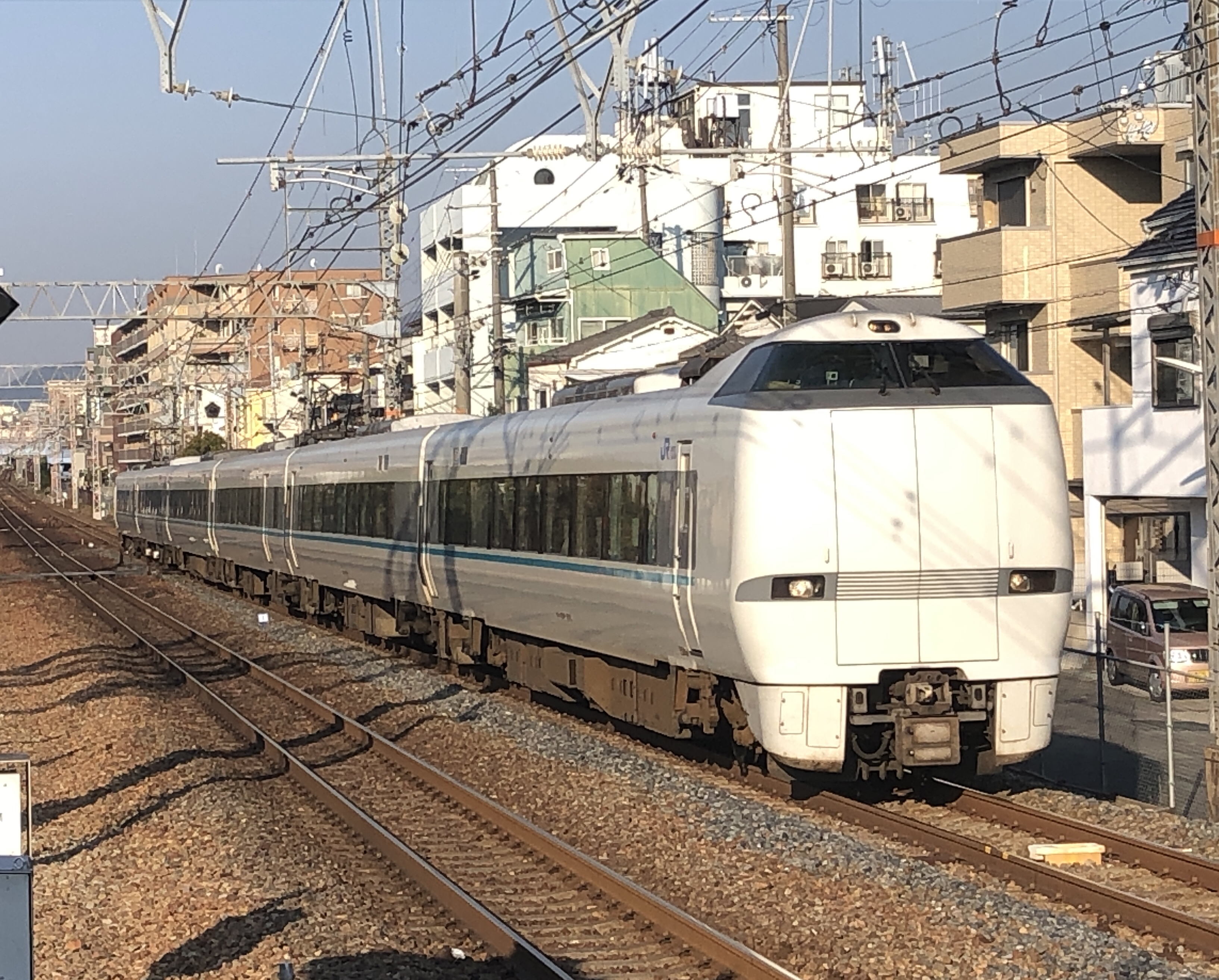
289系
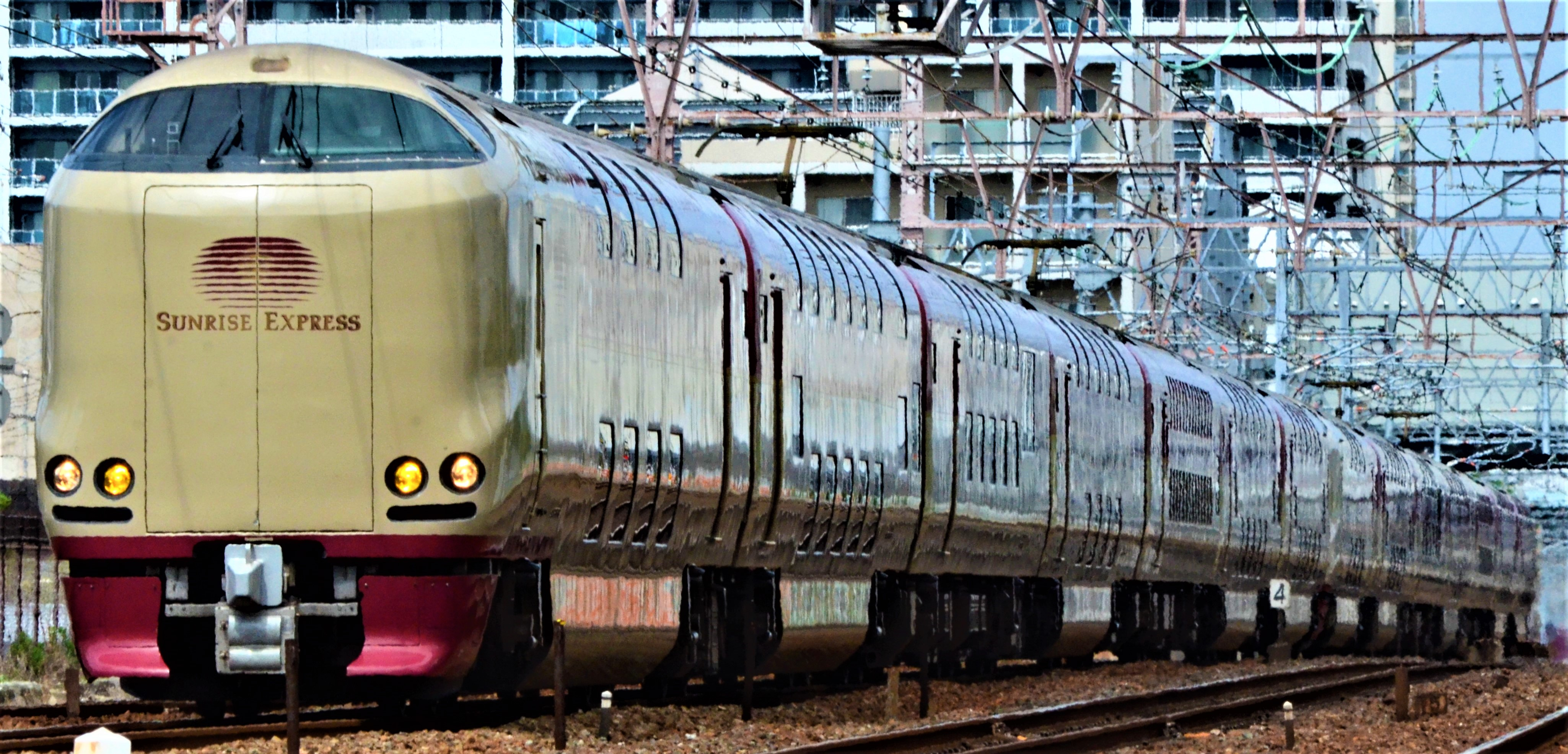
285系

#### 柴聯車

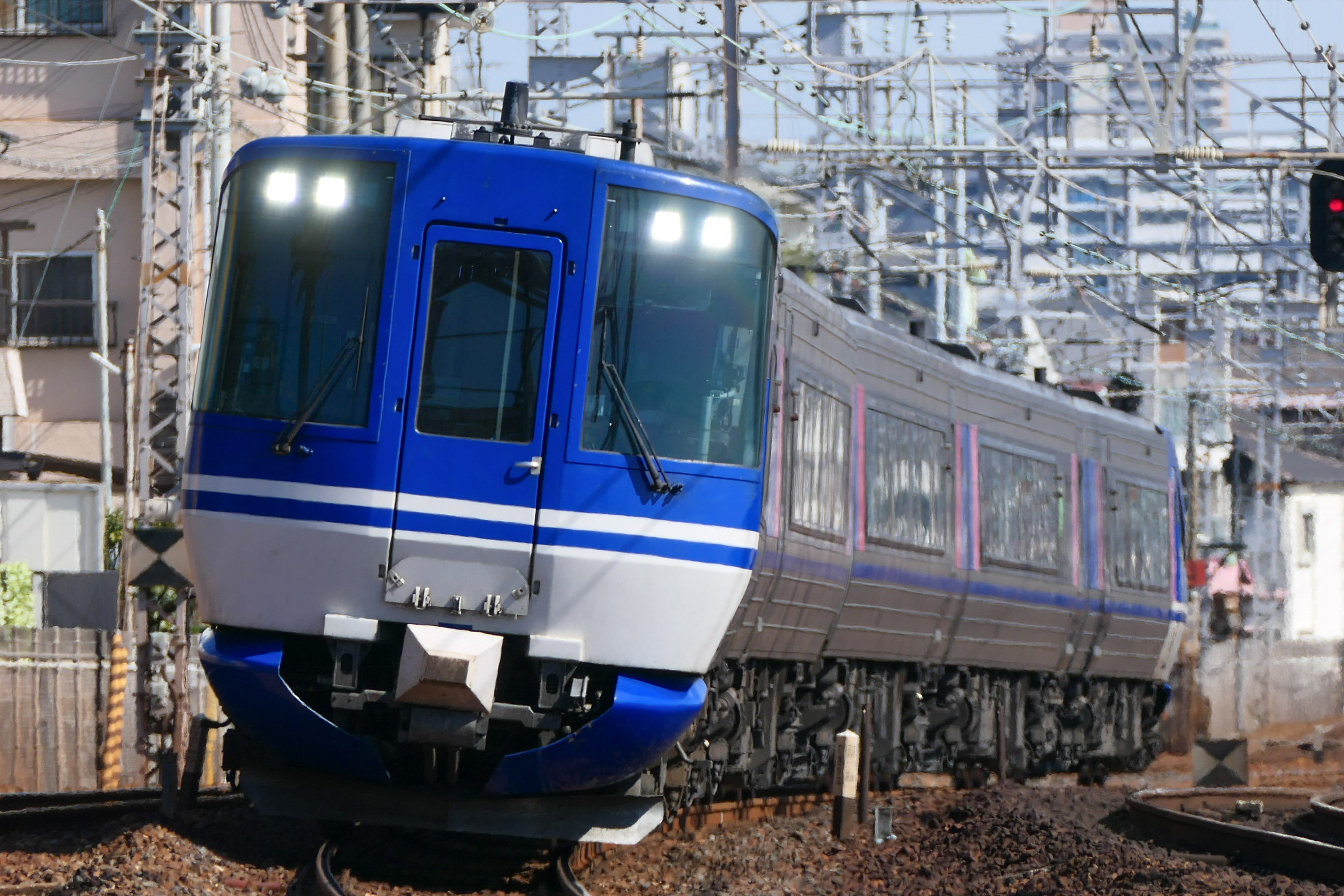
HOT7000系
  - 是智头急行的车辆，担当特急「超级白兔号列车」
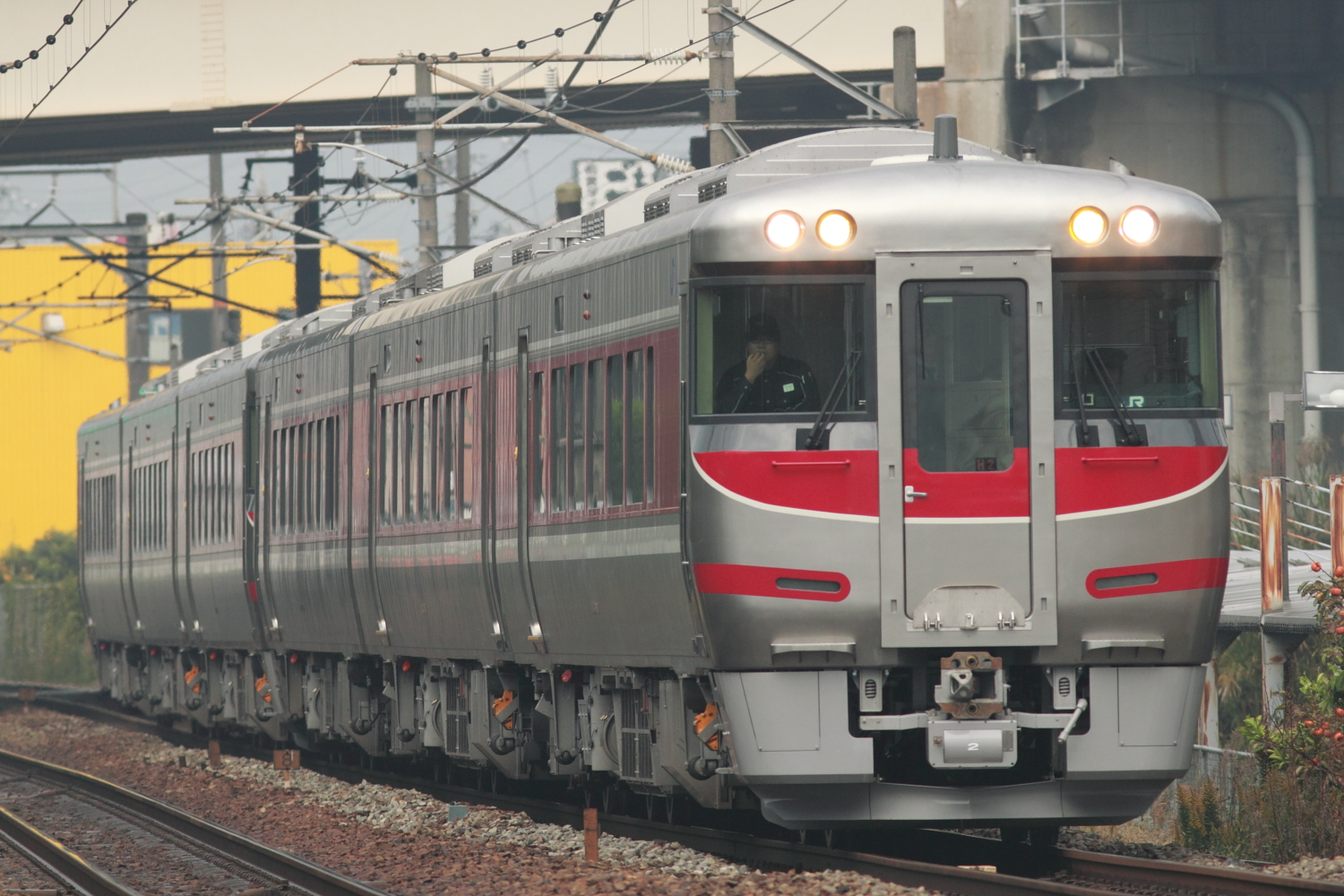
Kiha189系
  - 吹田總合車輛所京都支所所屬車輛。2010年11月7日起代替KIHA181系運行[15]。

- HOT7000系
- KIHA189系

## 歷史
- 1874年（明治7年）
  - 5月11日：大阪站 - 神戶站間（20M27C56L≒32.74km）旅客線開業（三宮站 - 神戶站間複線）。大阪站・西宮站（現在的西宮站）・三宮站・神戶站開業。
  - 6月1日：神崎站（現在的尼崎站）・住吉站開業。
  - 12月1日：大阪站 - 神戶站間貨物營業開始。
- 1888年（明治21年）
  - 11月1日：山陽鐵道兵庫站 - 明石站間 （10M68C11L≒17.46km）開業。兵庫站・須磨站・垂水站・明石站開業。
  - 12月23日：明石站 - 姫路站間 （22M14C94L≒35.71km）延伸開業。大久保站・土山站・加古川站・阿弥陀站（現在的曾根站）・姫路站開業。
- 1889年（明治22年）
  - 8月：垂水站改稱舞子站。
  - 9月1日：神戶站 - 兵庫站間 （1M11C25L≒1.84km）複線延伸開業。神戶站與官營鐵道接續。
- 1894年（明治27年）4月16日：西宮站 - 三宮站間複線化。
- 1896年（明治29年）
  - 3月11日：大阪站 - 西宮站間複線化。
  - 7月1日：鹽屋假停車場（現在的鹽屋站）・舞子公園假停車場（現在的舞子站）開業。
- 1899年（明治32年）
  - 1月1日：兵庫站 - 姫路站間複線化。
  - 4月1日：舞子站改稱垂水站、舞子公園假停車場改稱舞子假停車場。
- 1900年（明治33年）
  - 4月1日：鷹取站開業。
  - 4月18日：御着站開業。
  - 5月14日：寶殿站開業。
- 1906年（明治39年）12月1日：山陽鐵道國有化。同時和田岬線延長。鹽屋假停車場・舞子假停車場變更為車站。
- 1908年（明治41年）
  - 2月10日：西宮站 - 住吉站間戎假乘降場（初代）開業。神崎站 - 西宮站間武庫川假信號所（初代）、西宮站 - 住吉站間蘆屋假信號所（初代）開設。伴除西宮神社祭典有對應的列車增發。
  - 2月12日：戎假乘降場（初代）・武庫川假信號所（初代）・蘆屋假信號所（初代）廢止。
  - 2月22日：岡本梅林公園旅客輸送的原因、西宮站 - 住吉站間岡本假乘降場（初代）開業。
  - 3月16日：岡本假乘降場（初代）廢止。
  - 11月16日：神崎站 - 西宮站間武庫川假信號所（2代目）、西宮站 - 住吉站間蘆屋假信號所（2代目）開設。對應神戶港觀艦式開幕時的列車增發。
  - 11月19日：武庫川假信號所（2代目）・蘆屋假信號所（2代目）廢止。
- 1909年（明治42年）
  - 2月8日：岡本假乘降場（2代目）開業。
  - 12月21日：西宮站 - 住吉站間戎假乘降場（2代目）開業（初代相同目的）。神崎站 - 西宮站間武庫川假信號所（3代目）、西宮站 - 住吉站間蘆屋假信號所（3代目）開設（兩者廢止日不詳）。
- 1910年（明治43年）
  - 3月29日：神崎站 - 西宮站間水野信號所、西宮站 - 住吉站間打出信號所開設。
  - 10月1日：灘聯絡所變更為車站、貨物站的灘站（初代）開業。
- 1913年（大正2年）8月1日：打出信號所變更為車站、蘆屋站開業。
- 1915年（大正4年）2月24日：戎假乘降場（2代目）・岡本假乘降場（2代目）廢止。
- 1917年（大正6年）
  - 5月15日：明石站 - 大久保站間小久保信號所開設。
  - 12月1日：灘站（2代目）開業。貨物站灘站（初代）改稱東灘站。
- 1918年（大正7年）5月15日：大阪站 - 神崎站間歌島假信號所開設。
- 1922年（大正11年）
  - 4月1日：信號所改稱信號場。
  - 4月15日：大久保站 - 土山站間魚住信號所、土山站 - 加古川站間平岡信號場開設。
- 1926年（大正15年）11月15日：歌島信號場 - 東灘站間雙複線化。歌島信號場廢止。
- 1930年（昭和5年）4月1日：營業距離單位由英里變更為公里
- 1931年（昭和6年）10月10日：兵庫站 - 鷹取站間3線化。神戶站 - 鷹取站間高架化。
- 1934年（昭和9年）
  - 5月25日：大阪站 - 神崎站間歌島信號場開設。
  - 7月20日：大阪站 - 須磨站間電氣化、電車運行開始。塚本站・立花站・甲子園口站・六甲道站・元町站開業。歌島信號場廢止。
  - 9月20日：須磨站 - 明石站間電氣化。
- 1936年（昭和11年）9月9日：魚住信號場・平岡信號場廢止。
- 1937年（昭和12年）
  - 5月23日：東灘站 - 兵庫站間雙複線化。
  - 10月10日：大阪站 - 塚本站間雙複線化。
- 1938年（昭和13年）9月22日：兵庫站 - 鷹取站間5線化。
- 1944年（昭和19年）4月1日：明石操車場變更為車站、西明石站開業。明石站 - 西明石站間電氣化。
- 1949年（昭和24年）1月1日：神埼站改稱尼崎站。
- 1954年（昭和29年）4月1日：新長田站開業。
- 1958年（昭和33年）4月10日：西明石站 - 姫路站間電氣化。
- 1961年（昭和36年）10月1日：魚住站・東加古川站開業。
- 1965年（昭和40年）3月28日：鷹取站 - 西明石站間雙複線化。垂水站附近高架化。
- 1968年（昭和43年）6月20日：朝霧站開業。
- 1972年（昭和47年）10月1日：東灘站變更為操車場、東灘操車場開設。
- 1981年（昭和56年）4月1日：東灘操車場變更為信號場、東灘信號場開設。
- 1987年（昭和62年）4月1日：國鐵分割民營化。
- 1988年（昭和63年）3月13日：JR神戶線的愛稱開始使用。
- 1995年（平成7年）
  - 1月17日：阪神・淡路大震災、全線运营中断。
  - 1月18日：部份區間恢复运营（之后分階段開通、不通區間消解）。
  - 4月1日：最後不通區間住吉站 - 灘站間復舊完成，全线重新開通。
- 1996年（平成8年）
  - 3月8日：日中的快速全列車221系化[16]。
  - 10月1日：甲南山手站開業。
- 1997年（平成9年）3月8日：時刻表改正、日中的223系新快速30分間隔、全部快速由221系運行[17]。全部新快速・快速於尼崎站停車。
- 2002年（平成14年）
  - 7月29日：大阪站 - 西明石站間的JR京都・神戶線運行管理系統導入[18]。
  - 11月6日：塚本站 - 尼崎站間、發生東海道線救急隊員死傷事故。
  - 12月2日：女性專用車導入[12]。
- 2003年（平成15年）
  - 5月12日：加古川站下行線高架化。
  - 5月26日：加古川站上行線高架化、山陽本線部分高架化完成[19]。
  - 10月1日：全线所有车站的吸烟区被停止使用[20]。
  - 11月1日：全區間開始使用「ICOCA」[21]。
  - 12月1日：JR貨物鷹取站改稱神戶貨物總站。
- 2005年（平成17年）3月1日：姫路別所站開業[22]。
- 2006年（平成18年）
  - 3月26日：姫路站附近高架化[23]。
  - 10月1日：西明石站 - 播州赤穗站・上郡站間的「JR京都・神戶線運行管理系統」導入[24]。
- 2007年（平成19年）3月18日：櫻夙川站開業[11]。西ノ宮站改稱西宮站[25]。
- 2008年（平成20年）3月15日：須磨海濱公園站開業。
- 2009年（平成21年）7月1日：車站月台全日禁煙[26]。
- 2011年（平成23年）4月18日：女性專用車於毎日、全日設定[13]。
- 2016年（平成28年）3月26日：摩耶站、東姬路站開業[27][28][29]。

## 車站列表
以下列出JR神戶線的停車場（車站、信號場）與營業距離、停靠列車、接續路線等。廢站、廢除信號場參見「東海道本線#廢站」與「山陽本線#廢站、廢除信號場」。
- （貨）＝貨物專用站
- 特定都區市內制度適用範圍的車站：＝大阪市內，＝神戶市內
- 停靠站
  - 普通：停靠所有旅客站（表中省略）
  - 快速、新快速：●的車站所有列車停靠，▲的車站除早上上行的一部分列車外停靠，｜的車站所有列車通過
    - 快速在明石站起姬路方向作為普通運行

  - 特急（濱風、超級白兔、日出瀨戶、日出出雲）：參見各列車條目
- 接續路線：若站名有分別則以⇒顯示站名。
- 車站編號自2018年3月17日起引入[30]

| 正式路線名稱 | 車站編號 | 中文站名           | 日文站名     | 英文站名 | 站間營業距離 | 累計營業距離 | 累計營業距離   | 累計營業距離   | 快速 | 新快速 | 接續路線 | 軌道         | 所在地 | 所在地        | 所在地        |
| ------------ | -------- | ------------------ | ------------ | -------- | ------------ | ------------ | -------------- | -------------- | ---- | ------ | --- | ------------ | ------ | ------------- | ------------- |
| 東海道本線   | JR-A47   | 大阪               |              |          | -            | 大阪起計 0.0 | 米原起計 110.5 | 東京起計 556.4 | ●    | ●      | 西日本旅客鐵道：東海道本線（ JR京都線(直通運行)、 JR寶塚線：JR-G47）、大阪东线（JR-F01）、 大阪環狀線（JR-O11） 、东海道本线货物支线（梅田货运线）、 JR東西線（北新地：JR-H44） 阪急電鐵： 京都本線、 寶塚本線、 神戶本線（大阪梅田：HK-01） 阪神電氣鐵道： 本線（大阪梅田：HS01） 大阪市高速電氣軌道： 御堂筋線（梅田：M16）、 谷町線（東梅田：T20）、 四橋線（西梅田重難竹日Y11） | 方向別複複線 | 大阪府 | 大阪市        | 北區          |
| 東海道本線   | JR-A48   | 塚本               |              |          | 3.4          | 3.4          | 113.9          | 559.8          | ｜   | ｜     | 西日本旅客鐵道： 福知山線（JR寶塚線） | 方向別複複線 | 大阪府 | 大阪市        | 淀川區        |
| 東海道本線   | JR-A49   | 尼崎               |              |          | 4.3          | 7.7          | 118.2          | 564.1          | ●    | ●      | 西日本旅客鐵道： JR東西線(直通運行)（JR-H49）、 福知山線（JR寶塚線）（JR-G49）、東海道本線貨物支線（北方貨物線） | 方向別複複線 | 兵庫縣 | 尼崎市        | 尼崎市        |
| 東海道本線   | JR-A50   | 立花               |              |          | 3.0          | 10.7         | 121.2          | 567.1          | ｜   | ｜     | | 方向別複複線 | 兵庫縣 | 尼崎市        | 尼崎市        |
| 東海道本線   | JR-A51   | 甲子園口           |              |          | 2.2          | 12.9         | 123.4          | 569.3          | ｜   | ｜     | | 方向別複複線 | 兵庫縣 | 西宮市        | 西宮市        |
| 東海道本線   | JR-A52   | 西宮               |              |          | 2.5          | 15.4         | 125.9          | 571.8          | ●    | ｜     | | 方向別複複線 | 兵庫縣 | 西宮市        | 西宮市        |
| 東海道本線   | JR-A53   | 櫻花夙川           |              |          | 1.5          | 16.9         | 127.4          | 573.3          | ｜   | ｜     | | 方向別複複線 | 兵庫縣 | 西宮市        | 西宮市        |
| 東海道本線   | JR-A54   | 蘆屋               |              |          | 2.3          | 19.2         | 129.7          | 575.6          | ●    | ●      | | 方向別複複線 | 兵庫縣 | 蘆屋市        | 蘆屋市        |
| 東海道本線   | JR-A55   | 甲南山手           |              |          | 1.4          | 20.6         | 131.1          | 577.0          | ｜   | ｜     | | 方向別複複線 | 兵庫縣 | 神戶市        | 東灘區        |
| 東海道本線   | JR-A56   | 攝津本山           |              |          | 1.5          | 22.1         | 132.6          | 578.5          | ｜   | ｜     | | 方向別複複線 | 兵庫縣 | 神戶市        | 東灘區        |
| 東海道本線   | JR-A57   | 住吉               |              |          | 1.6          | 23.7         | 134.2          | 580.1          | ●    | ｜     | 神戶新交通： R 六甲人工島線（R01） | 方向別複複線 | 兵庫縣 | 神戶市        | 東灘區        |
| 東海道本線   | JR-A58   | 六甲道             |              |          | 2.2          | 25.9         | 136.4          | 582.3          | ●    | ｜     | | 方向別複複線 | 兵庫縣 | 神戶市        | 灘區          |
| 東海道本線   | JR-A59   | 摩耶               |              |          | 1.4          | 27.3         | 137.8          | 583.7          | ｜   | ｜     | | 方向別複複線 | 兵庫縣 | 神戶市        | 灘區          |
| 東海道本線   | JR-A60   | 灘                 |              |          | 0.9          | 28.2         | 138.7          | 584.6          | ｜   | ｜     | | 方向別複複線 | 兵庫縣 | 神戶市        | 灘區          |
| 東海道本線   | JR-A61   | 三之宮             |              |          | 2.4          | 30.6         | 141.1          | 587.0          | ●    | ●      | 西日本旅客鐵道： 山陽新幹線（新神戶） 阪急電鐵： 神戶本線、 䄂戶高速線（神戶三宮：HK-16） 阪神電氣鐵道： 本線（神戶三宮：HS 32） 神戶新交通： P 港灣人工島線（三宮：P01） 神戶市營地下鐵： 西神-山手線（三宮：S03） 神戶市營地下鐵： 海岸線（三宮·花時計前：K01） | 方向別複複線 | 兵庫縣 | 神戶市        | 中央區        |
| 東海道本線   | JR-A62   | 元町               |              |          | 0.8          | 31.4         | 141.9          | 587.8          | ●    | ｜     | 西日本旅客鐵道： 山陽新幹線（新神戶） 阪神電氣鐵道： 本線、 神戶高速線（HS 33） | 方向別複複線 | 兵庫縣 | 神戶市        | 中央區        |
| 東海道本線   | JR-A63   | 神戶               |              |          | 1.7          | 33.1         | 143.6          | 589.5          | ●    | ●      | 西日本旅客鐵道： 山陽新幹線（新神戶） 阪神電氣鐵道： 神戶高速線（高速神戶：HS 35） 阪急電鐵：神戶高速線（高速神戶：HS 35） 神戶市營地下鐵： 海岸線（港灣園地：K04） | 方向別複複線 | 兵庫縣 | 神戶市        | 中央區        |
| 山陽本線     | JR-A63   | 神戶               | 神戸起計 0.0 |          | 1.7          | 33.1         |                | 589.5          | ●    | ●      | 西日本旅客鐵道： 山陽新幹線（新神戶） 阪神電氣鐵道： 神戶高速線（高速神戶：HS 35） 阪急電鐵：神戶高速線（高速神戶：HS 35） 神戶市營地下鐵： 海岸線（港灣園地：K04） | 方向別複複線 | 兵庫縣 | 神戶市        | 中央區        |
| 山陽本線     | JR-A64   | 兵庫               |              |          | 1.8          | 34.9         | 1.8            | 591.3          | ●    | ｜     | 西日本旅客鐵道：和田岬線 | 方向別複複線 | 兵庫縣 | 神戶市        | 兵庫區        |
| 山陽本線     | JR-A65   | 新長田             |              |          | 2.3          | 37.2         | 4.1            | 593.6          | ｜   | ｜     | 西日本旅客鐵道： 山陽新幹線（新神戶） 神戶市營地下鐵： 西神-山手線（S09）、 海岸線（K10） | 線路別複複線 | 兵庫縣 | 神戶市        | 長田區        |
| 山陽本線     | JR-A66   | 鷹取               |              |          | 1.0          | 38.2         | 5.1            | 594.6          | ｜   | ｜     | | 線路別複複線 | 兵庫縣 | 神戶市        | 須磨區        |
| 山陽本線     |          | （貨）神戶貨物總站 |              | /        | 1.0          | 38.2         | 5.1            | 594.6          | ｜   | ｜     | | 線路別複複線 | 兵庫縣 | 神戶市        | 須磨區        |
| 山陽本線     | JR-A67   | 須磨海濱公園       |              |          | 0.9          | 39.1         | 6.0            | 595.5          | ｜   | ｜     | | 線路別複複線 | 兵庫縣 | 神戶市        | 須磨區        |
| 山陽本線     | JR-A68   | 須磨               |              |          | 1.3          | 40.4         | 7.3            | 596.8          | ▲    | ｜     | 山陽電氣鐵道： 本線（山陽須磨：SY 06） | 線路別複複線 | 兵庫縣 | 神戶市        | 須磨區        |
| 山陽本線     | JR-A69   | 鹽屋               |              |          | 2.9          | 43.3         | 10.2           | 599.7          | ｜   | ｜     | 山陽電氣鐵道： 本線（山陽鹽屋：SY 08） | 線路別複複線 | 兵庫縣 | 神戶市        | 垂水區        |
| 山陽本線     | JR-A70   | 垂水               |              |          | 2.9          | 46.2         | 13.1           | 602.6          | ▲    | ｜     | 山陽電氣鐵道： 本線（山陽垂水：SY 11） | 線路別複複線 | 兵庫縣 | 神戶市        | 垂水區        |
| 山陽本線     | JR-A71   | 舞子               |              |          | 2.0          | 48.2         | 15.1           | 604.6          | ▲    | ｜     | 山陽電氣鐵道： 本線（舞子公園：SY 13） | 線路別複複線 | 兵庫縣 | 神戶市        | 垂水區        |
| 山陽本線     | JR-A72   | 朝霧               |              |          | 1.9          | 50.1         | 17.0           | 606.5          | ｜   | ｜     | | 線路別複複線 | 兵庫縣 | 明石市        | 明石市        |
| 山陽本線     | JR-A73   | 明石               |              |          | 2.4          | 52.5         | 19.4           | 608.9          | ●    | ●      | 山陽電氣鐵道： 本線 （山陽明石：SY 17） | 線路別複複線 | 兵庫縣 | 明石市        | 明石市        |
| 山陽本線     | JR-A74   | 西明石             |              |          | 3.4          | 55.9         | 22.8           | 612.3          | ●    | ●      | 西日本旅客鐵道： 山陽新幹線 | 線路別複複線 | 兵庫縣 | 明石市        | 明石市        |
| 山陽本線     | JR-A75   | 大久保             |              |          | 2.8          | 58.7         | 25.6           | 615.1          | ●    | ｜     | | 複線         | 兵庫縣 | 明石市        | 明石市        |
| 山陽本線     | JR-A76   | 魚住               |              |          | 3.5          | 62.2         | 29.1           | 618.6          | ●    | ｜     | | 複線         | 兵庫縣 | 明石市        | 明石市        |
| 山陽本線     | JR-A77   | 土山               |              |          | 3.1          | 65.3         | 32.2           | 621.7          | ●    | ｜     | | 複線         | 兵庫縣 | 加古郡 播磨町 | 加古郡 播磨町 |
| 山陽本線     | JR-A78   | 東加古川           |              |          | 3.3          | 68.6         | 35.5           | 625.0          | ●    | ｜     | | 複線         | 兵庫縣 | 加古川市      | 加古川市      |
| 山陽本線     | JR-A79   | 加古川             |              |          | 3.6          | 72.2         | 39.1           | 628.6          | ●    | ●      | 西日本旅客鐵道： 加古川線 | 複線         | 兵庫縣 | 加古川市      | 加古川市      |
| 山陽本線     | JR-A80   | 寶殿               |              |          | 3.3          | 75.5         | 42.4           | 631.9          | ●    | ｜     | | 複線         | 兵庫縣 | 高砂市        | 高砂市        |
| 山陽本線     | JR-A81   | 曾根               |              |          | 4.0          | 79.5         | 46.4           | 635.9          | ●    | ｜     | | 複線         | 兵庫縣 | 高砂市        | 高砂市        |
| 山陽本線     | JR-A82   | 姬路別所           |              |          | 2.0          | 81.5         | 48.4           | 637.9          | ●    | ｜     | | 複線         | 兵庫縣 | 姬路市        | 姬路市        |
| 山陽本線     |          | （貨）姬路貨物     |              | /        | 2.0          | 81.5         | 48.4           | 637.9          | ｜   | ｜     | | 複線         | 兵庫縣 | 姬路市        | 姬路市        |
| 山陽本線     | JR-A83   | 御着               |              |          | 2.1          | 83.6         | 50.5           | 640.0          | ●    | ｜     | | 複線         | 兵庫縣 | 姬路市        | 姬路市        |
| 山陽本線     | JR-A84   | 東姬路             |              |          | 2.4          | 86.6         | 52.9           | 642.4          | ●    | ｜     | | 複線         | 兵庫縣 | 姬路市        | 姬路市        |
| 山陽本線     | JR-A85   | 姬路               |              |          | 1.9          | 87.9         | 54.8           | 644.3          | ●    | ●      | 西日本旅客鐵道： 山陽新幹線、 山陽本線〈相生方向〉(直通運行)、 赤穗線(直通運行)、 播但線、 姬新線 山陽電氣鐵道： 本線（山陽姬路：SY 43） | 複線         | 兵庫縣 | 姬路市        | 姬路市        |

1. ↑  福知山线的正式起点是尼崎站，但作为运营线路的 "JR 宝冢线 "的所有列车都经由东海道本线（JR 神户线）到达大阪站。
2. ↑  大阪东线的正式起点是新大阪站，但作为运营线路的 "大阪东线 "的所有列车都通过东海道本线货运支线（梅田货运线）到达大阪站。
3. ↑  大阪站與北新地站之間的徒步轉乘是特例（參見JR東西線#乘車制度）
4. ↑  作為運行系統的「京都本線」。該線的正式起點是十三站。
5. 1 2 3 4  沒有直接接續，只限神戶市內發着的乘車券途經地下鐵等，在新神戶站與山陽新幹線轉乘途中下車（日语：途中下車）而特別認定。詳細參見「新神戶站#與JR在來線的接續」。
6. ↑  赤穗線的正式起點是相生站，但播州赤穗開出的列車全部直通至姬路站

- 櫻夙川站、甲南山手站、須磨海濱公園站、鹽屋站、魚住站、曾根站、姬路別所站、東姬路站是JR西日本交通服務的業務委託站，除此以外的旅客站是JR西日本直營站。

### 過去的接續路線
- 東灘信號場：日本貨物鐵道 東海道本線貨物支線（神戶臨港線（日语：神戸臨港線）） - 2003年12月1日廢除
  - 延長至神戶港站（日语：神戸港駅）的貨物線（日语：貨物線）。鷹取站構內的留置線轉用合併成神戶貨物總站（日语：神戸貨物ターミナル駅）開業後廢除。
- 三之宮站：神戶市電 ⇒三宮阪急前站
- 神戶站：神戶市電 ⇒神戶站前站
- 兵庫站：
  - 山陽電氣鐵道本線
  - 神戶市電
- 須磨站：神戶市電
- 土山站：別府鐵道（日语：別府鉄道）土山線（日语：別府鉄道土山線）
- 加古川站：高砂線
- 姬路站：姬路市營單軌電車（日语：姫路市営モノレール）

### 站台的列车接近提示旋律
自 1997 年 3 月 8 日起，各车站开始使用专用进站旋律[35]「日语：」。 在原本不属于 JR 神户线的姬路站和上郡站，以及赤穗线的相生站和播州赤穗站之间（因为前者在上郡站之前属于兵库支社的管辖范围），都使用了这一旋律。 不过，大阪站使用的旋律与大阪环状线相同。
樱花夙川站自 2007 年 3 月 18 日开业以来，一直使用根据可苦可乐的歌曲《樱花》编曲的特别旋律，但由于版权使用费的原因，2010 年 3 月 2 日改为「日语：」（到站广播也停止使用，2015 年 3 月 12 日在旋律中添加了 「日语：」）。 2015 年 3 月 12 日，改为「さざなみ（音质修订版）」）。 此外，在须磨海滨公园站还使用了“かもめの水兵さん”中编排的特别旋律，但在 2014 年 7 月 16 日更改为 「さざなみ（音质修订版）」。自 2015 年 3 月 12 日（平成 27 年）起，该旋律修订版的使用扩展至 JR神户线的所有车站，以及山阳本线的相生站和上郡站以东车站，和赤穗线的播州赤穗站。